# Burial Sunrise
Burial Sunrise is het tweede album van de Palm Desert Scene band ZUN. 

## Nummers
| nr. | titel                  | duur | muzikanten                                          |
| --- | ---------------------- | ---- | --------------------------------------------------- |
| 1   | Nothing Farther        | 4:41 | Bill Stinson, Gary Arce, Robby Krieger, John Garcia |
| 2   | Into the Wasteland     | 6:27 | Mario Lalli, Harper Hug, Gary Arce, Sera Timms      |
| 3   | All For Nothing        | 5:19 | Mario Lalli, Harper Hug, Gary Arce, John Garcia     |
| 4   | Come Through the Water | 5:35 | Bill Stinson, Gary Arce, Sera Timms                 |
| 5   | All That you Say I Am  | 8:01 | Mario Lalli, Harper Hug, Gary Arce, John Garcia     |
| 6   | Solar Incantation      | 7:18 | Harper Hug, Gary Arce, Sera Timms                   |

## Sessiemuzikanten
- Gary Arce: Gitaar, Lap Steel Gitaar, basgitaar
- Robby Krieger: Sitar (elektrisch)
- John Garcia: Zang en tekst
- Bill Stinson: Drums
- Sera Timms: Zang en tekst
- Harper Hug: Drum en synthesizer
- Mario Lalli: Basgitaar

## Medewerkers
- Copyright (c) – Cargo Records
- Label – Small Stone Records
- Opnamen – Thunder Underground
- Mixing – Thunder Underground
- Mastering – Baseline Audio Labs
- Publicatie – SH Small Stone Music
- Vinyl gedrukt door – Optimal Media

- Ontwerp, illustraties – Christina Bishop
- Mastering – Chris Goosman
- Mastering [Vinyl] – JP
- Muziek – Gary Arce
- Opnamen en mixing door – Harper Hug